# Andreas Petzold
Andreas Petzold (* 4. Juli 1955 in Tegernsee) ist ein deutscher Journalist.

## Leben
Während seines Wehrdienstes von 1976 bis 1978 arbeitete Petzold in der Presseabteilung der Bundeswehr und schrieb für die Zeitschrift Heer. Nach dem Besuch der Deutschen Journalistenschule von 1978 bis 1980 war er unter anderem Reporter bei der Abendzeitung (1980–83), stellvertretender Chefredakteur der Zeitschrift Quick (1983–1990), Stellvertretender Chefredakteur der ostdeutschen Zeitschrift Superillu (1991–1992), Gründer und Chefredakteur der Frauenzeitschrift Allegra (1994–1997) und Chefredakteur der Hörzu (1997–1999). Von 1999 bis 2013 war er neben Thomas Osterkorn Chefredakteur des stern und von 2013 bis 2018 Herausgeber der Zeitschrift.
Nachdem Alexander von Schönburg die Chefredaktion der Park Avenue abgab, wurde Petzold sein Nachfolger. Zeitgleich war er Herausgeber der Neon.
Petzold ist gegen Rechtsextremismus aktiv. 2013 wurde er Botschafter der Aussteigerinitiative Exit Deutschland. Außerdem gründete er in seiner Funktion als Stern-Chefredakteur zusammen mit seinem Kollegen Thomas Osterkorn und der Amadeu Antonio Stiftung im Jahr 2000 die Kampagne Mut gegen rechte Gewalt.
Sein Großvater war der deutsche Offizier und Widerstandskämpfer gegen den Nationalsozialismus Fritz Lindemann.